# Liste des sénateurs de la Haute-Corse
Voici la liste des sénateurs de la Haute-Corse sous la Ve République.
Ce siège de sénateur est créé lors des élections sénatoriales de 1980. Auparavant, une circonscription unique couvrait la Corse et élisait deux sénateurs. Cette nouvelle circonscription est créée de facto après celle du département le 1er janvier 1976.
| Période          | Période           | Sénateur              | Parti | Parti    | Groupe | Groupe   |
| ---------------- | ----------------- | --------------------- | ----- | -------- | ------ | -------- |
| 1er octobre 1980 | 7 mars 1997       | François Giacobbi     |       | MRG, PRG |        | RDSE     |
| 8 mars 1997      | 1er octobre 1998  | Jean-Baptiste Motroni |       | PS       |        | SOC      |
| 1er octobre 1998 | 19 mars 2005      | Paul Natali           |       | RPR, UMP |        | RPR, UMP |
| 19 juin 2005     | 30 septembre 2014 | François Vendasi      |       | PRG      |        | RDSE     |
| 1er octobre 2014 | 1er octobre 2020  | Joseph Castelli       |       | PRG, MR  |        | RDSE     |
| 1er octobre 2020 | en cours          | Paul-Toussaint Parigi |       | FaC      |        | EST      |